# Perumyrfågel
Perumyrfågel (Thamnistes rufescens) är en fågel i familjen myrfåglar inom ordningen tättingar.

## Utbredning och systematik
Arten förekommer från östra Peru till västra Bolivia. Den behandlas som monotypisk, det vill säga att den inte delas in i några underarter. Tidigare behandlades den som underart till rödbrun myrfågel (T. anabatinus) och vissa gör det fortfarande. Andra, som Birdlife International och IUCN, delar visserligen upp rödbrun myrfågel i två arter, men för istället rufescens som underart till "östlig rödbrun myrfågel" (Thamnistes aequatorialis).

## Status
Internationella naturvårdsunionen IUCN erkänner den ännu inte som god art, varför dess hotstatus inte bedömts.